# لیکلندویلج (کالیفرنیا)
لیکلندویلج (به انگلیسی: Lakeland Village) یک منطقهٔ مسکونی در ایالات متحده آمریکا است که در شهرستان ریورساید، کالیفرنیا واقع شده‌است. لیکلندویلج ۲۲٫۶۳۳ کیلومتر مربع مساحت و ۱۱٬۵۴۱ نفر جمعیت دارد و ۳۹۱ متر بالاتر از سطح دریا واقع شده‌است.